# PA-31
La PA-31 o carretera de Accesos Pamplona sur-Aeropuerto es una vía de doble calzada situada en la Comunidad Foral de Navarra (España) que permite el acceso Pamplona por el sur desde la Autopista de Navarra (AP-15) y la  Autovía del Pirineo (A-21). También sirve de vía de acceso al aeropuerto de Pamplona-Noáin. Comienza en el límite municipal de Pamplona con Galar (Cordovilla) y finaliza en la rotonda de acceso norte al casco urbano de Noáin.
Con una longitud de 3,4 km, está formada por un antiguo tramo de la carretera N-240 de acceso a Pamplona, y parte de la antigua NA-20 (Avenida de Navarra).

## Tramos
- Se inicia en el límite del término de Pamplona y el de Cordovilla, por la confluencia de las avenidas de Navarra y Zaragoza.
- A continuación recorre el área industrial de Cordovilla en sentido norte-sur, hasta llegar a la confluencia con la  A-15 , donde ambos sentidos de la calzada se separan.
- Después entra al término municipal de Noáin, formando parte de un complejo nudo que enlaza la propia  PA-31  con la  PA-30  (ronda este de Pamplona) y la  A-15  (ronda oeste de Pamplona).
- Finalmente, discurre en sentido norte-sur el término de Noáin desde la rotonda de acceso al polígono de Esquíroz hasta el casco urbano de Noáin, donde enlaza con la calle Real a través de una glorieta. Este último tramo no dispone de mediana que separa ambos sentidos de la calzada.

## Salidas
| Esquema | Kilómetro | Salidas sentido Noáin (ascendente)                                      | Salidas sentido Pamplona (descendente)                                  |
| ------- | --------- | ----------------------------------------------------------------------- | ----------------------------------------------------------------------- |
|         | 0         |                                                                         | Av. Zaragoza                                                            |
|         | 0,1       | Vía de servicio Cordovilla Área comercial                               | Av. Navarra                                                             |
|         | 0,9       | Cordovilla                                                              | Cordovilla                                                              |
|         | 1,2       | PA-32 Cordovilla Mutilva Área comercial A-15 San Sebastián, Vitoria     | Vía de servicio Cordovilla PA-32 Mutilva Área comercial Pamplona (este) |
|         | 2,0       | A-15 N-121 Zaragoza, Madrid A-21 Huesca                                 |                                                                         |
|         | 2,5       | Esquíroz PA-30 Huarte A-15 N-121 A-21 Francia, Zaragoza, Madrid, Huesca | Esquíroz PA-30 Huarte A-15 N-121 A-21 Francia, Zaragoza, Madrid, Huesca |
|         | 3,0       | NA-6026 Aeropuerto de Pamplona                                          | NA-6026 Aeropuerto de Pamplona                                          |
|         | 3,59      | Noáin Calle Real Talluntxe                                              | Noáin Calle Real Talluntxe                                              |